# Radio Centenario
CX 36 Radio Centenario es una emisora de radio uruguaya con temática política que transmite desde Montevideo.
Esta emisora de radio tiene una fuerte tendencia política de izquierda, especialmente alineada con el Movimiento 26 de Marzo, originalmente parte del Frente Amplio, teniendo cruces con los gobiernos de dicha alianza, y posteriormente formando parte de la Unidad Popular.
Varias figuras de la cultura y política Uruguaya han tenido participaciones en la emisora, tales como Alfredo Zitarrosa, Gastón "Dino" Ciarlo, José Germán Araujo, Alfredo Percovich y Efraín Churi Iribarne.